# 10110 Jameshead
10110 Jameshead este o planetă minoră (asteroid), cu un diametru de 4,755 km, din centura de asteroizi. A fost descoperită pe 3 iunie 1992 la Observatorul Palomar de Gregory J. Leonard⁠(d) și a fost numită după James W. Head⁠(d). 
Obiectul prezintă o orbită caracterizată de o semiaxă mare de 2,4821422 UAi, o excentricitate de 0,14, o înclinație de 4,12664 ° în raport cu ecliptica.